# ŽKK Play Off Sarajevo
ŽKK Play Off Sarajevo, momenteel bekend als ŽKK Play Off Meridianbet om sponsorredenen, is een professionele damesbasketbalclub uit Sarajevo, Bosnië en Herzegovina. 

## Geschiedenis
Het team neemt deel aan het Bosnische vrouwenbasketbalkampioenschap en speelt zijn thuiswedstrijden in het Cultureel en Sportcentrum Ilidža, dat plaats biedt aan 2.700 toeschouwers. De club won de A1 League (tweede divisie) in het seizoen 2012/2013 en het jaar daarop werd de club vicekampioen in het nationale kampioenschap. Tot de belangrijkste prestaties van de club behoren drie nationale kampioenstitels en één overwinning in de Beker van Bosnië en Herzegovina. ŽKK Play Off heeft ook deelgenomen aan de Adriatische Liga, waar het uitkwam tegen topteams uit de regio.

## Erelijst
Kampioenschap van Bosnië en Herzegovina
- kampioen (3): 2016, 2017, 2022
- tweede plaats (3): 2014, 2015, 2018

Beker van Bosnië en Herzegovina
- kampioen (1): 2017
- tweede plaats (3): 2016, 2018, 2022

## Seizoensstand
| - 2013-2014: 2e - 2014-2015: 2e - 2015-2016: kampioen - 2016-2017: kampioen | - 2017-2018: 2e - 2018-2019: 4e - 2019-2020: 4e - 2020-2021: 4e | - 2021-2022: kampioen - 2022-2023: 4e - 2023-2024: 8e - 2024-2025: 3e |

## Bekende (oud-)spelers
Lijst van opmerkelijke speelsters:
| - Neira Alispahić - Sandra Azinović - Ines Babić - Nikolina Babić - Amra Begić - Dajana Bugarin - Almira Ćato - Anđela Delić - Nikolina Delić | - Nikolina Džebo - Marina Džinić - Miljana Džombeta - Valentina Galušić - Nedžla Kovačević - Zdenka Kovačević - Jovana Marković - Azra Nikšić - Lejla Omerbašić | - Tea Perić - Hena Spahić - Iris Starčević - Vanja Vasilić - Amra Đapo - Milica Milošev - Ines Ćorda - Nikolina Nikolić - Bojana Vulić | - Samantha Roscoe - Cory Tiny Adams - Deijah Blanks - Cierra Ceazer - Andie Easley - Monet Johnson - Teisha King - Rishonda Napier |

## Bekende trainers
- Goran Lojo